# Bündnis Arbeit-Familie-Vaterland Liste Henry Nitzsche

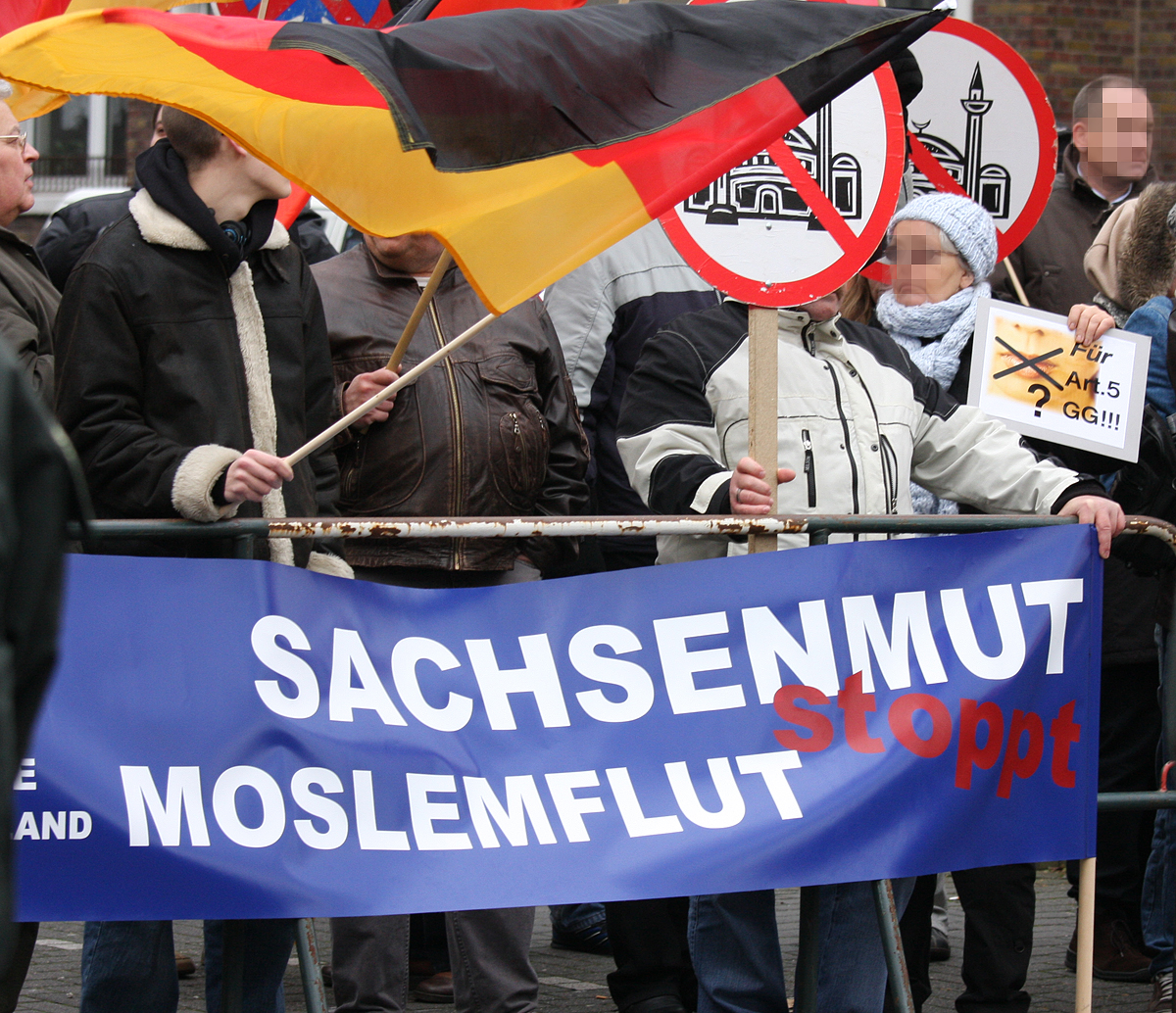
Transparent des Bündnis Arbeit-Familie-Vaterland Liste Henry Nitzsche (2008)

Das Bündnis Arbeit-Familie-Vaterland Liste Henry Nitzsche (Bündnis AFV) ist eine Wählervereinigung, die hauptsächlich im sächsischen Landkreis Bautzen tätig ist. Der gleichnamige Trägerverein der Wählervereinigung wurde 2008 vom ehemaligen CDU-Bundestagsabgeordneten Henry Nitzsche gegründet und hat sich im Jahr 2012 aufgelöst. Es sind jedoch weiterhin in einigen Gemeinden Wählergruppen unter der Bezeichnung Bündnis Arbeit-Familie-Vaterland aktiv.
Der Politikwissenschaftler Florian Hartleb bezeichnet die Wählervereinigung als eine Gruppierung des politischen Protests „jenseits der rechtsextremistischen Parteien“.
Der Name „Arbeit, Familie, Vaterland“ ist eine wörtliche Übernahme des Wahlspruchs Travail, Famille, Patrie des faschistischen Vichy-Regimes in Frankreich 1940–44.

## Teilnahme an Wahlen
Im Jahr 2008 nahm das Bündnis AFV an der Wahl zum Kreistag sowie zum Landrat im Kreis Bautzen teil. Bei der Kreistagswahl erzielte die Wählervereinigung ein Ergebnis von 4,7 Prozent der Stimmen und damit vier Mandate. Henry Nitzsche bewarb sich für das Bündnis AFV um das Amt des Landrats und erreichte mit 13,2 Prozent der Stimmen den dritten Platz. Einer der AFV-Kandidaten 2008 war Detlev Spangenberg.
Bei den Wahlen zum Kreistag 2014 trat das Bündnis nicht an.